# Аббасов, Урфан Агамехти оглы
Урфан Агамехти оглы Аббасов (азерб. Abbasov Ürfan Ağamehdi oğlu; род. 14 октября 1992, Баку) — азербайджанский футболист. Защитник клуба «Араз-Нахчыван». Выступал за сборную Азербайджана.

## Биография
Урфан Аббасов начал заниматься футболом в возрасте 14 лет в бакинской футбольной школе под руководством опытного тренера Беюкаги Аббасова. Является студентом Азербайджанской государственной академии физической культуры и спорта.

## Клубная карьера
В юношеском возрасте, с 2010 по 2011 года выступал сначала в юношеском (до 17), затем в дублирующем составе «Карабаха».
С 2011 по 2019 год выступал за клуб премьер-лиги  «Габала». В составе ФК «Габала» провёл в Кубке Азербайджана 4 игры.
В мае 2024 года перешёл в «Араз-Нахчыван». 30 мая 2025 года продлил контракт на год.

## Сборная Азербайджана

### до 21
В составе молодёжной сборной Азербайджана дебютировал 6 сентября 2012 года в Баку во время отборочного матча чемпионата Европы против сборной Англии.

### Футзал до 21
В 2008 году провёл несколько товарищеских встреч в составе молодёжной сборной Азербайджана по футзалу.